# 鐵筷子屬
鐵筷子屬（學名：Helleborus），又名嚏根草屬，是毛茛科的一个属，屬內約有20個種，均为多年生草本植物，其中有很多種類是有毒植物。黑根铁筷子衍生的栽培品种冬季开花，俗称聖誕玫瑰（英語：Christmas rose）；近东铁筷子衍生的栽培品种春季开花，俗称四旬期玫瑰或大斋期玫瑰。但许多中文资料常常忽视花期将本属植物统称圣诞玫瑰。俗名中雖然有“玫瑰”，不過它們和薔薇科的玫瑰並沒有關係。

## 分佈
原產於歐洲大部分地區。從英國西部、西班牙及葡萄牙，向東經過地中海沿岸地區、中歐一直延伸到羅馬尼亞及烏克蘭。及沿著土耳其北部海岸至高加索地區。巴爾幹半島是本屬的分佈中心，有許多種類生長在這個地區。在其他地區也有零星的分佈，有一種（鐵筷子）原產於中國西部，另一種（膨果铁筷子）分佈在土耳其與敘利亞邊界的一小片區域內。

## 形態特徵

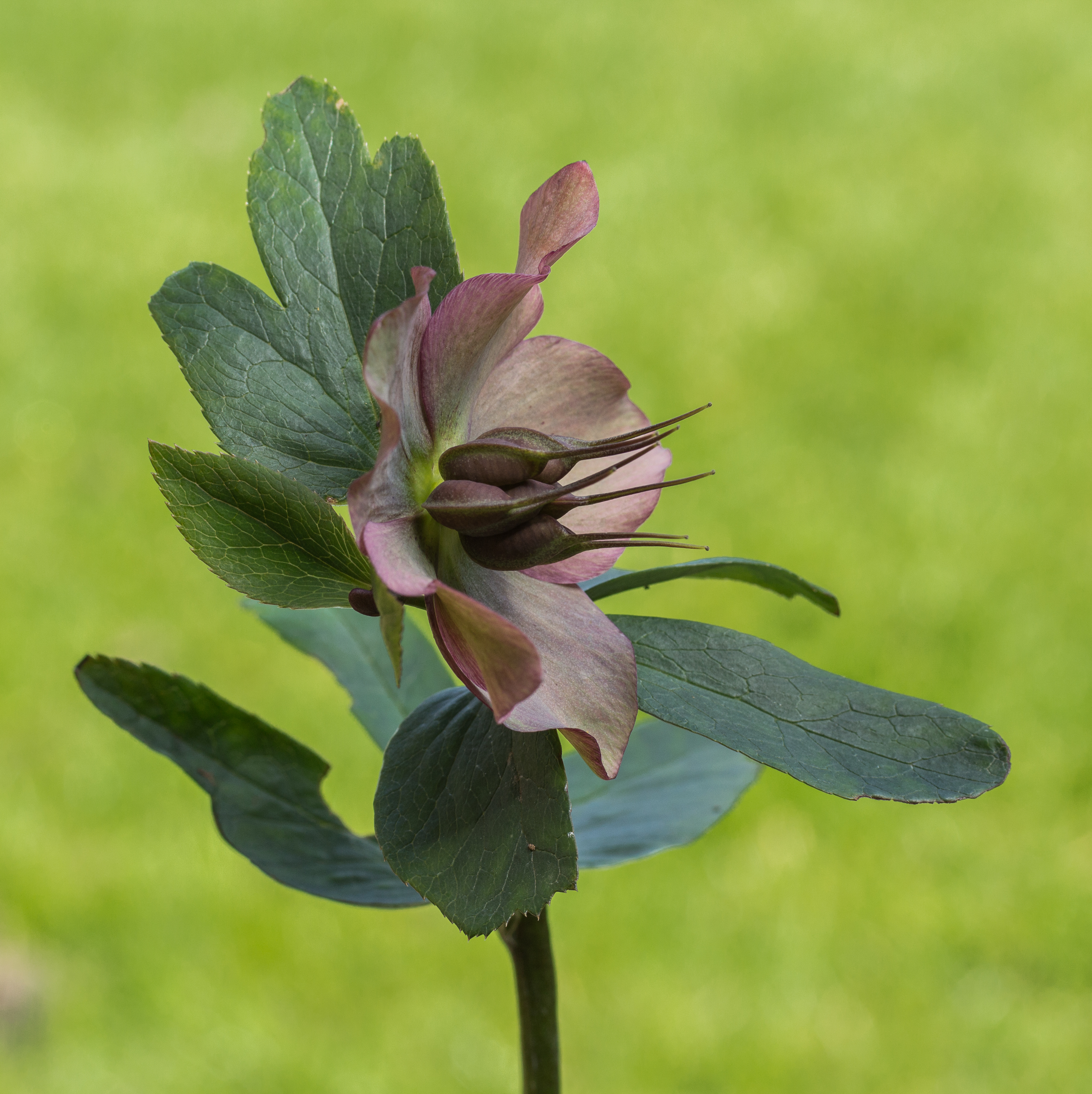
近东铁筷子

花從外表看起來好像是有五片「花瓣」，這些「花瓣」實際上是花瓣狀的萼片，真正的花瓣已經變態成為杯狀的蜜腺，蜜腺環繞成一圈生長在萼片的基部，蜜腺裡面存放著花蜜。花授粉後，萼片並不會脫落，會宿存在花上數個月。西班牙的研究顯示，宿存的花萼對於種子的發育是有助益的。
具有根狀莖，根狀莖生長在地底下。依照地上部是否具有明顯的莖，可將本屬植物分為有莖種及無莖種兩大類。有莖種，地上部有明顯的莖，莖上著生葉子與花。無莖種，地上部沒有明顯的莖，葉子及花直接由地底下的根狀莖長出。

## 物種

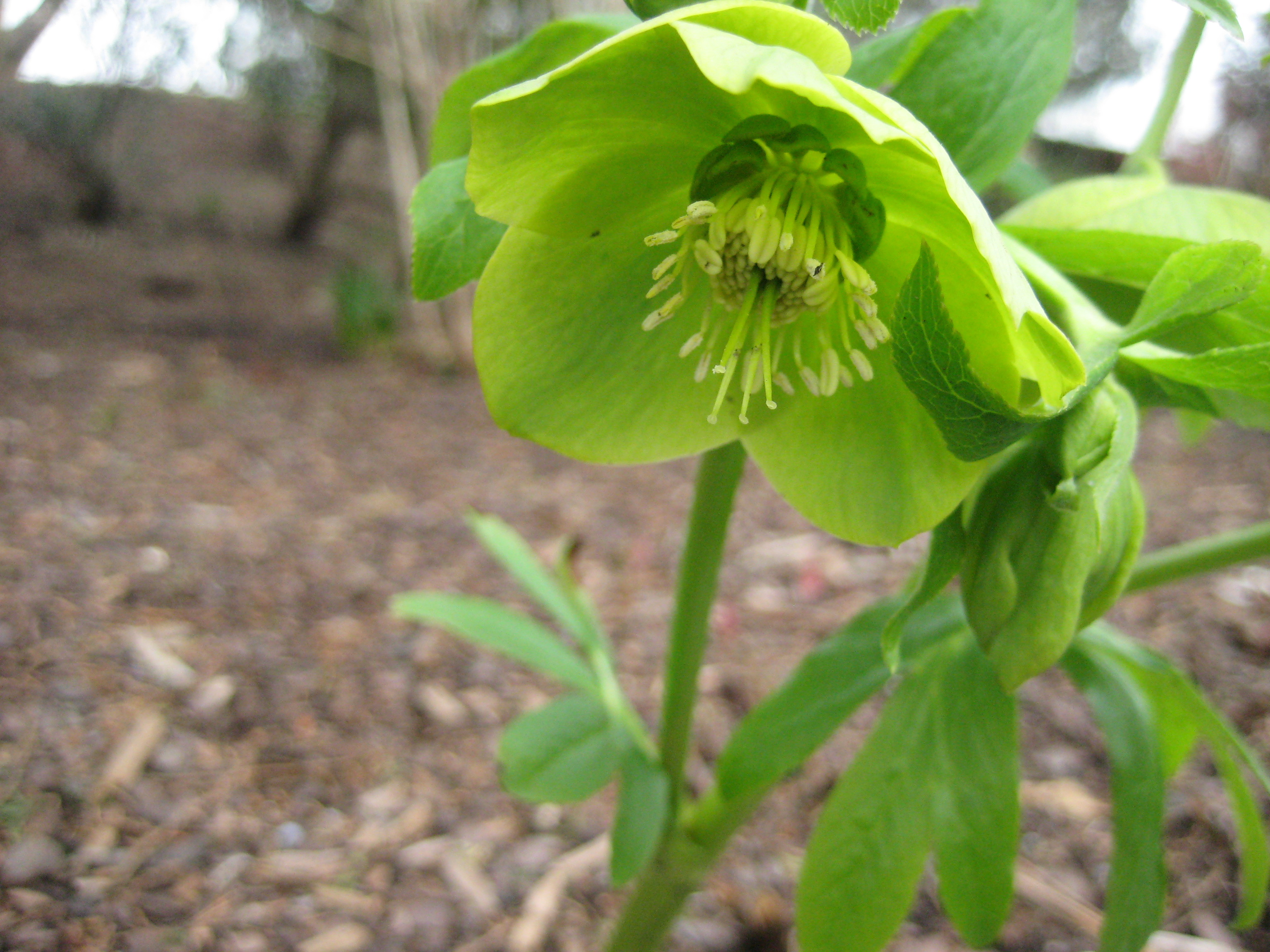
香铁筷子

## 物種[2]
- 阿布鲁佐铁筷子
- 齿叶铁筷子
- 暗红铁筷子
- 意大利铁筷子
- 克罗地亚铁筷子
- 圆萼铁筷子
- 密丛铁筷子
- 臭铁筷子
- 黑塞哥维那铁筷子
- 伊斯特拉铁筷子
- 利古里亚铁筷子
- 灰紫铁筷子
- 多裂铁筷子
- 黑根铁筷子
- 西欧铁筷子
- 香铁筷子
- 近东铁筷子
- 紫花铁筷子
- 铁筷子
- 南斯拉夫铁筷子
- 膨果铁筷子
- 绿花铁筷子

## 雜交種

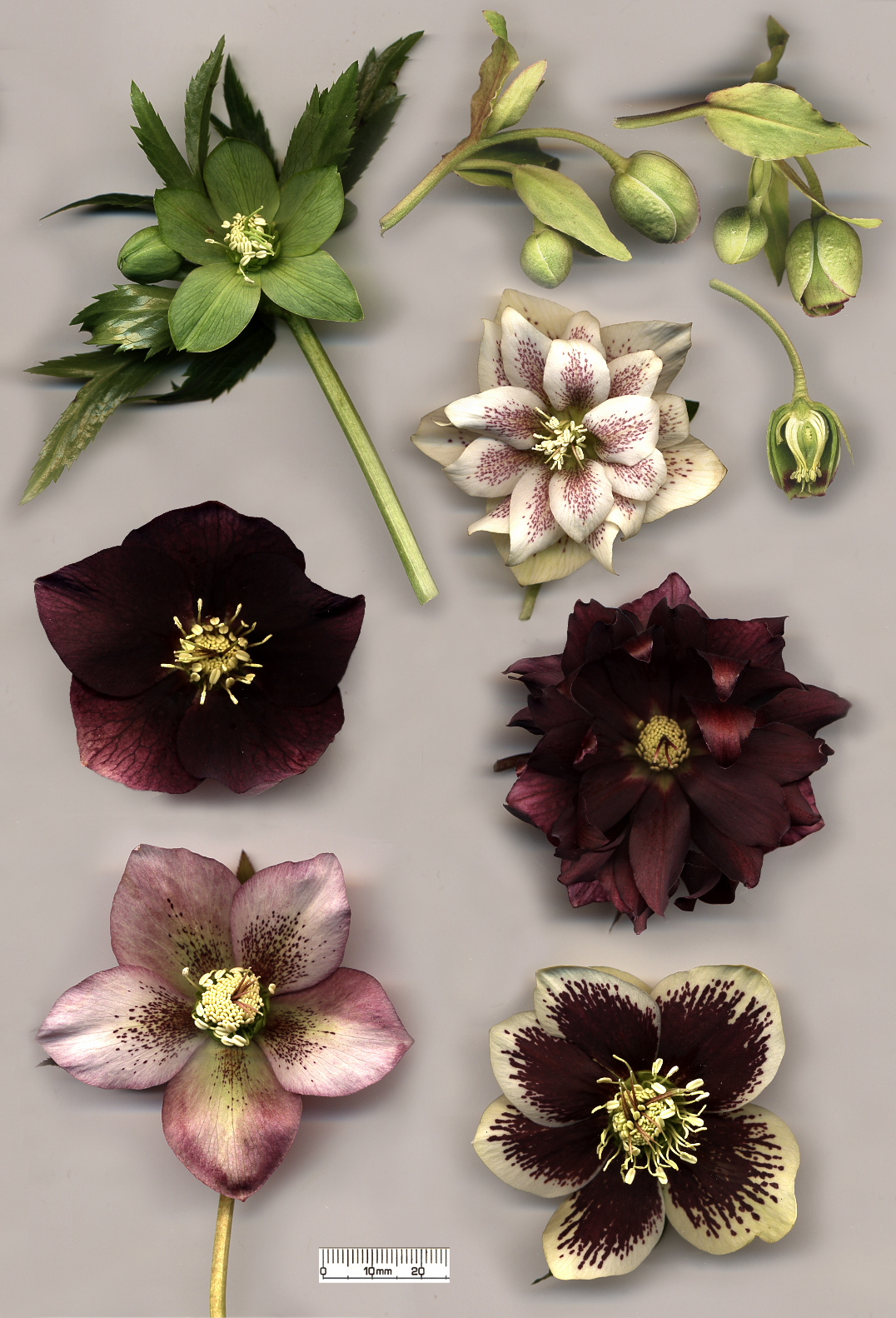
各種铁筷子的花。绿花铁筷子（左上），臭铁筷子（右上），其他的為雜交品種。

近东铁筷子及其他幾個近緣種互相交配，產生很多花色豐富的雜交種，使得原先大多屬於綠色及紫黑色系的花色，擴展到有鼠灰色、近黑色、深紫色、李紫色，濃紅色、粉紅色、黃色、白色及綠色等色系。一朵花通常可以留在植株上一個月左右。萼片的背面通常呈現綠色的色調，隨著花齡的增長，萼片通常會變得更綠。萼片的表面可能會有明顯的花筋，或是有粉紅色、紅色或紫色的斑點或塊斑。「鑲邊型」（Picotee）花，是指萼片本身的顏色較淡，而在萼片的邊緣有一圈顏色較深的鑲邊。若再加上深色的蜜腺與淡色的萼片形成強烈的對比，使得這種類型的花非常受歡迎。
铁筷子屬的原生種只有五片形似花瓣的花萼，目前已經培育出重瓣花型及銀蓮花型（anemone-centred）等不同類型的重瓣及半重瓣品種。重瓣品種的出現實際上是逆轉了铁筷子的演化過程，因為铁筷子真正的花瓣已經演化成為蜜腺，而重瓣、半重瓣及銀蓮花型品種就是由那些蜜腺再轉化變成花瓣而形成的。
半重瓣品種的花，花瓣數比原種多了一或二輪花瓣（5～10片），花瓣總數超過三輪以上的品種就可以稱為重瓣品種。內層的花瓣不論是花色或斑紋大致上都和最外層的花瓣一樣，而花瓣的形狀與長度也相差不多，不過內層花瓣通常會稍微窄小一點。
銀蓮花型品種的內層花瓣比最外層花瓣的長度短很多，內層花瓣的顏色也可能和最外層花瓣的顏色不一樣，不像重瓣品種內外層花瓣大約同樣大小、花瓣顏色也相同，這是二者最大的不同點。銀蓮花型品種內層由蜜腺瓣化而成的花瓣長度比較短，且在花授完粉後就會脫落，只剩下最外層的五片花瓣，使得花看起像是單瓣品種。重瓣及半重瓣品種在花授完粉後，內層花瓣比較不會脫落。

## 園藝栽培
铁筷子屬植物廣泛的種植在花園中，可以作為觀賞花卉、藥草及巫術作法時使用。許多種類是常綠植物，開花期在冬季及初春，植株特別耐寒，由於在這段期間開花的植物並不多，因此特別受到園藝愛好者的重視。
齿叶铁筷子，是一種生長勢強健的種類，葉革質。花淡綠色，杯形，廣泛的種植於庭園中供觀賞用。
臭铁筷子，花序頂生。花小，鐘形向下開，淡綠色，花瓣邊緣有褐紫紅色鑲邊。葉常綠性，葉暗綠色，和花色形成的對比很討喜。
黑根铁筷子，是傳統的村舍花園喜愛種植的花卉。在隆冬時開花，花純白色（通常會慢慢轉變為粉紅色）。本種有選育出一些大花品種、重瓣品種及粉紅花的品種。
在庭園種植的铁筷子中，最受歡迎的就屬近东铁筷子及其花色豐富的雜交品種了。早春開花，開花時適逢基督教的大齋期，因此也常常被稱為大齋期玫瑰（Lenten roses）。將它們種植在遮陰的多年生草花花壇內，或是種在落葉灌木之間與落葉喬木之下，開花時可以為早春單調的景色增添一些美麗的色彩。

## 藥用
在俄羅斯，近东铁筷子（Helleborus orientalis subsp. orientalis）被拿來作為減肥藥使用。

## 有毒成分

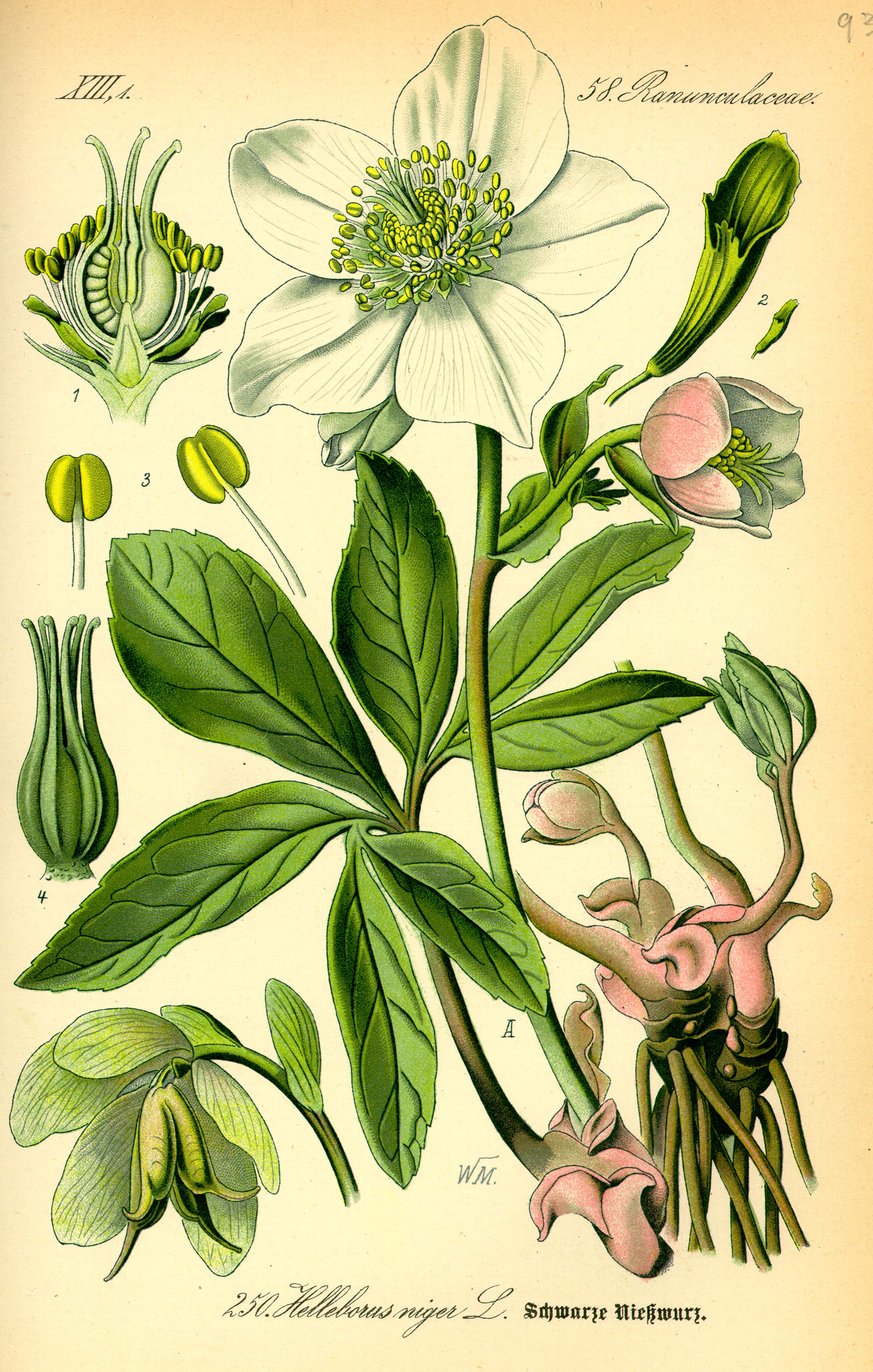
黑根铁筷子，一幅19世紀的植物畫。

在西方早期的藥草裡，稱為hellebore（嚏根草）的草藥有兩種，一種稱為black hellebore（黑嚏根草），另一種稱為white hellebore（白嚏根草）。前者包括數種铁筷子屬的植物，後者則是指白藜蘆（Veratrum album）。
「黑嚏根草」的毒性很強，它們含有藜蘆鹼（veratrine）、介芬胺（jervine）及環巴胺（cyclopamine），環巴胺是一種畸胎原。在古代，曾用黑嚏根草治療麻痺、痛風及其他疾病，特別是用來治療精神錯亂方面的疾病。古希臘醫師希波克拉底用來作為瀉藥的嚏根草，可能就是黑嚏根草。不過黑嚏根草也具有毒性，會導致耳鳴、眩暈、神志不清、口渴、窒息感、舌頭及咽喉腫脹、上吐下瀉、心跳過慢，最後會因心跳停止而死亡。
黑根铁筷子（H. niger）含有原白頭翁素（protoanemonin）或毛莨苷（ranunculin），這些有刺鼻味道的成份，會引起眼睛、嘴巴及喉嚨燒傷、口腔潰瘍、腸胃炎和吐血。嚏根草毒素（helleborin）、嚏根草苷（hellebrin）及嚏根草毒苷（helleborein）這些具有心臟毒性的成份是「黑嚏根草」造成死亡的成份，早期的研究中認為黑根铁筷子的根也含有這些成份，1970年代的研究顯示，黑根铁筷子的根並不含有這些具有心臟毒性的成份。似乎是早期的研究者所使用的商業藥劑內可能混合了其他種類的铁筷子，例如绿花铁筷子，才會造成這樣的結果。

## 傳說與歷史
在巫術界裡認為嚏根草可以用來召喚惡魔。
聖誕玫瑰名稱的由來，有一個古老的傳說是這樣說的，當耶穌出生在伯利恆時，有一個年轻女孩也想去看聖嬰，因為她沒有禮物可以送給聖嬰，所以就傷心的哭了，眼淚掉下來的地方就長出了白色的聖誕玫瑰。
希臘神話中，阿戈斯國王的女兒們由於受到酒神戴奧尼索斯的誘惑而處於瘋狂的狀態下，在阿戈斯城中裸體狂奔，嚎啕大哭、淚如雨下、大聲尖叫。最後由墨蘭普斯（Melampus）用嚏根草治好了她們。
在古希臘的第一次神聖戰爭中，發生於公元前585年的基拉（Kirrha）圍城戰，包圍基拉城的希臘軍隊將嚏根草加在基拉城的供水系統中。基拉城的守軍喝了這種遭受污染的水以後，隨後就產了腹瀉的現象，因而削弱了軍隊的戰力，無法抵禦圍城者的攻擊。
某些歷史學家認為，亞歷山大大帝是因為用藥不當，服用了過量的嚏根草而死亡的。

## 外部連結
- Flora Europaea: Helleborus （页面存档备份，存于）（歐洲植物誌）
- Flora of China: Helleborus （页面存档备份，存于）（中國植物誌）
- RHS plant pathology report on 'Hellebore Black Death' disease (pdf) （铁筷子病害）
- NCBI Taxonomy classification entry  （页面存档备份，存于）（铁筷子属分類）
- Graham Rice & Elizabeth Strangman, The Gardener's Guide to Growing Hellebores, David & Charles/Timber Press (1993) ISBN 0-7153-9973-X （铁筷子栽培手冊）
- Brian Mathew, Hellebores, Alpine Garden Society (1989) ISBN 0-900048-50-6 （铁筷子）